# Moviment Popular d'Unitat Nacional
Moviment Popular d'Unitat Nacional o United National People's Movement (nepalès: Samyukta Rashtriya Janaandolan) fou una coalició temporal d'alguns partits comunistes del Nepal durant la revolta democràtica de 1990.
- Partit Comunista del Nepal (Mashal)
- Partit Comunista del Nepal (Masal)
- Partit Comunista del Nepal (Marxista-Leninista)
- Organització de Treballadors Proletaris
- Lliga Comunista del Nepal
- Facció Nand Kumar Prasai

Era la contrapartida de l'altre grup d'esquerres, el Front Unit de l'Esquerra que al tenir el suport del Partit del Congrés del Nepal era considerat poc de fiar.